# Peptides (journal)
Peptides (abrégé en Peptides) est une revue évaluée par les pairs publiée par Elsevier et dédiée à la biochimie et à la pharmacologie. 
Elle possède un facteur d'impact de 3,870 en 2021. Elle indexée dans plusieurs banques de données, dont celle du National Center for Biotechnology Information.
Le journal se concentre sur le domaine de la biologie moléculaire, et s'intéresse spécifiquement à des notions de biochimie, de pharmacologie, de physiologie et d'endocrinologie.